# Cimetière militaire britannique de Roisel
Le Cimetière militaire britannique de Roisel (Roisel Communal Cemetery Extension) est un cimetière militaire de la Première Guerre mondiale situé sur le territoire de la commune de Roisel dans le département de la Somme. 

## Historique
Roisel fut occupée par l'armée allemande dès le 28 août 1914. La ville fut reprise en avril 1917 par les troupes britanniques puis de nouveau perdue en mars 1918 et définitivement reprise en septembre 1918. 

## Caractéristique

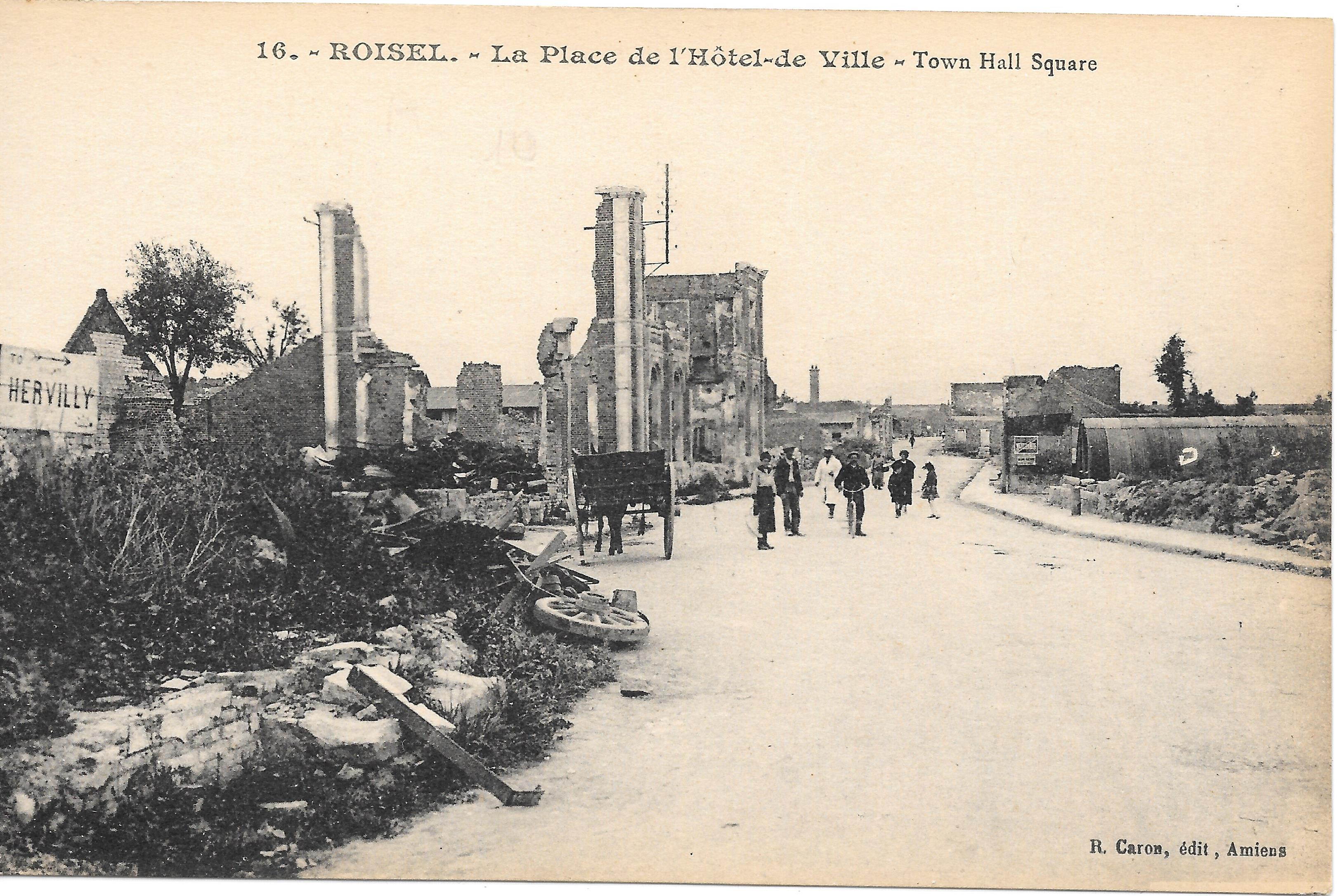
Ruines de Roisel à l'issue de la guerre 14-18.

L'extension du cimetière communal de Roisel a été commencée en 1917 par les troupes allemandes, qui ont enterré immédiatement au nord du cimetière communal. Il fut ensuite aménagé en octobre et novembre 1918 et il fut complété après l'Armistice par la concentration de sépultures britanniques et allemandes de cimetières provisoires des environs de Roisel.

Ce cimetière contient les tombes de soldats et d'aviateurs dont 737 Britanniques, 6 Canadiens, 107 Australiens, 29 Sud-Africains dont 120 sont non identifié et 514 Allemands qui tombèrent lors de ces combats 190 étant non identifiés.

Le cimetière couvre une superficie de 6 000 mètres carrés et est entouré d'un mur de moellons sur trois côtés.

Ce cimetière militaire  est situé à la sortie du village sur la route de Villers-Faucon à côté du cimetière communal.

## Galerie

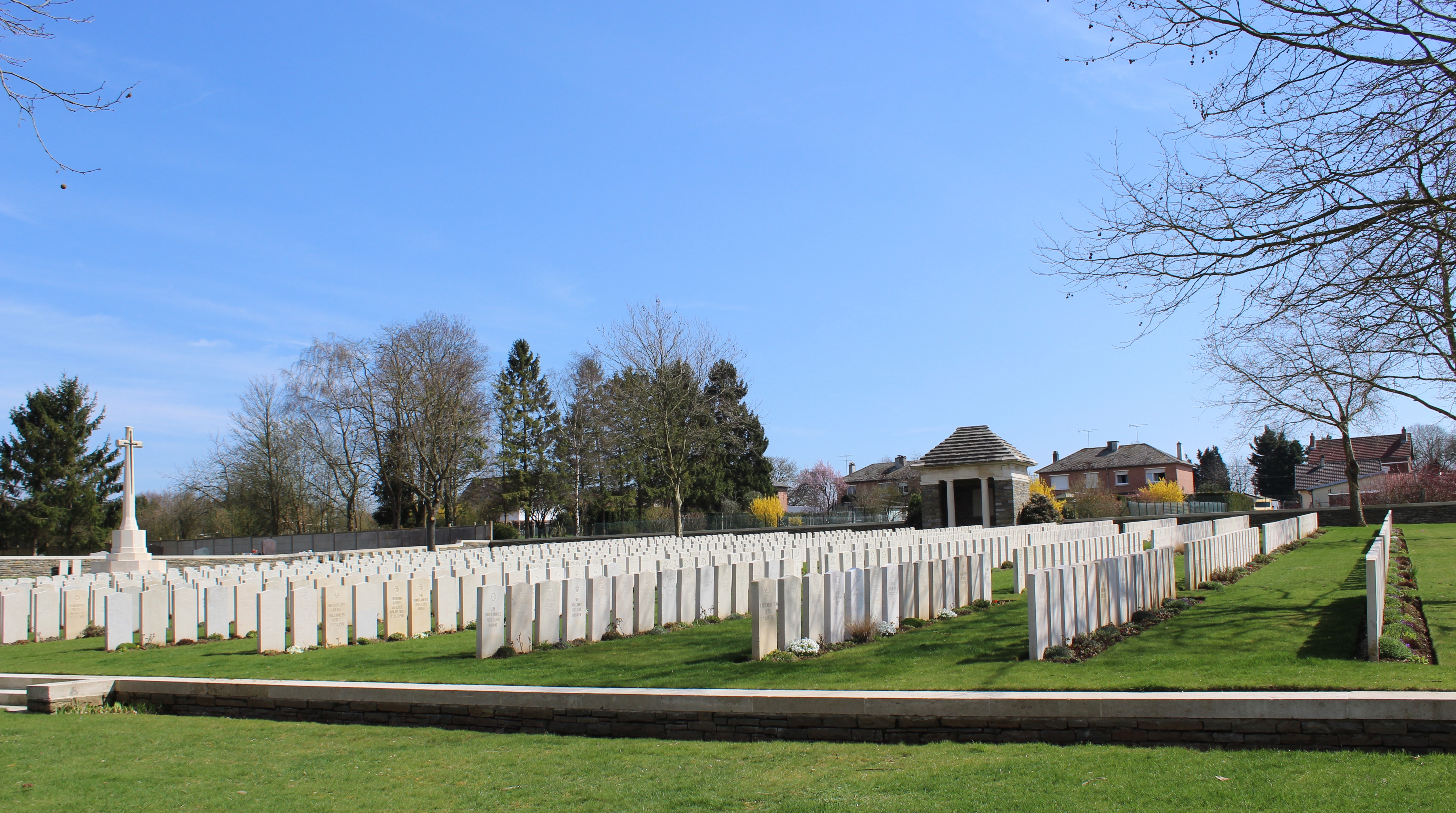
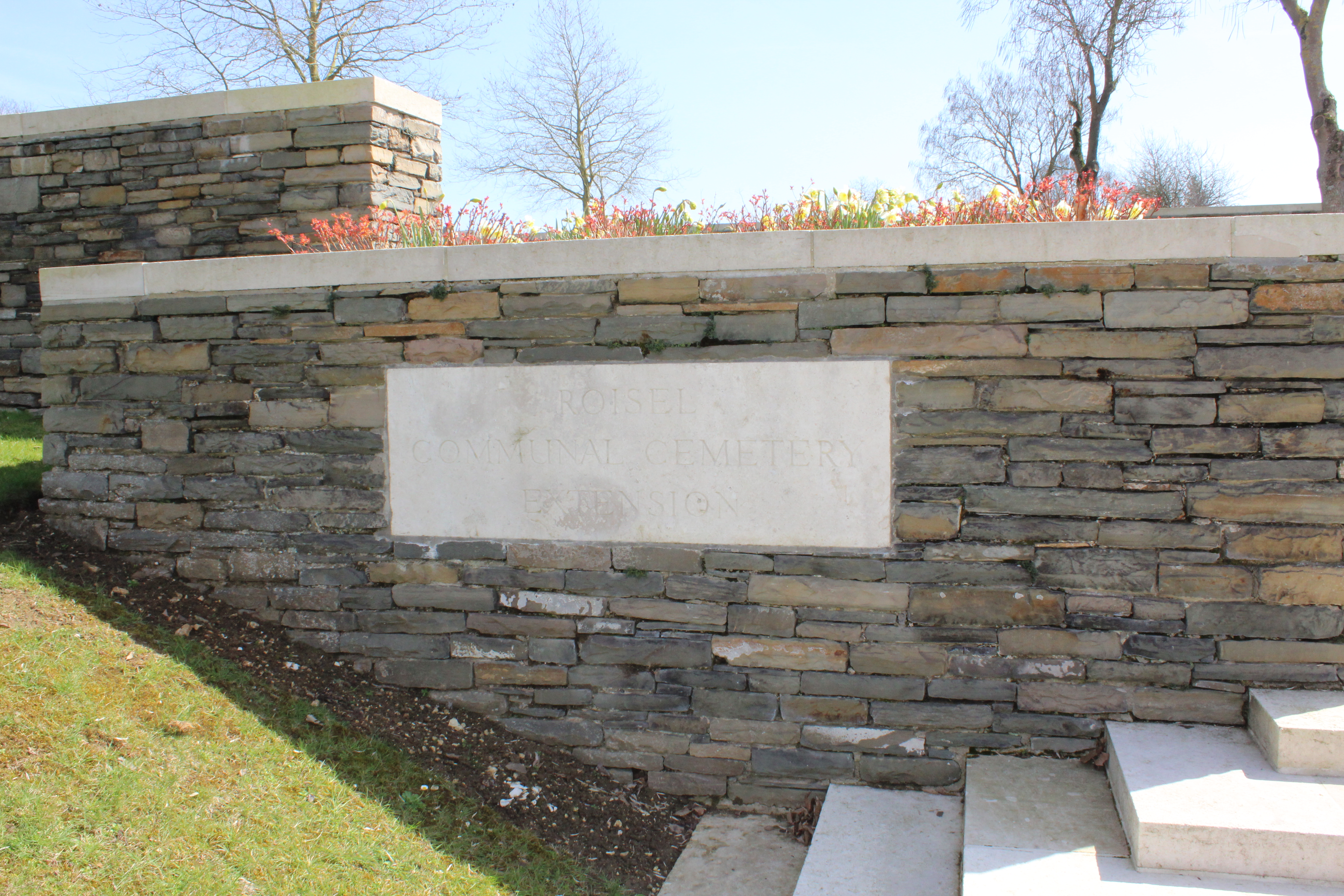
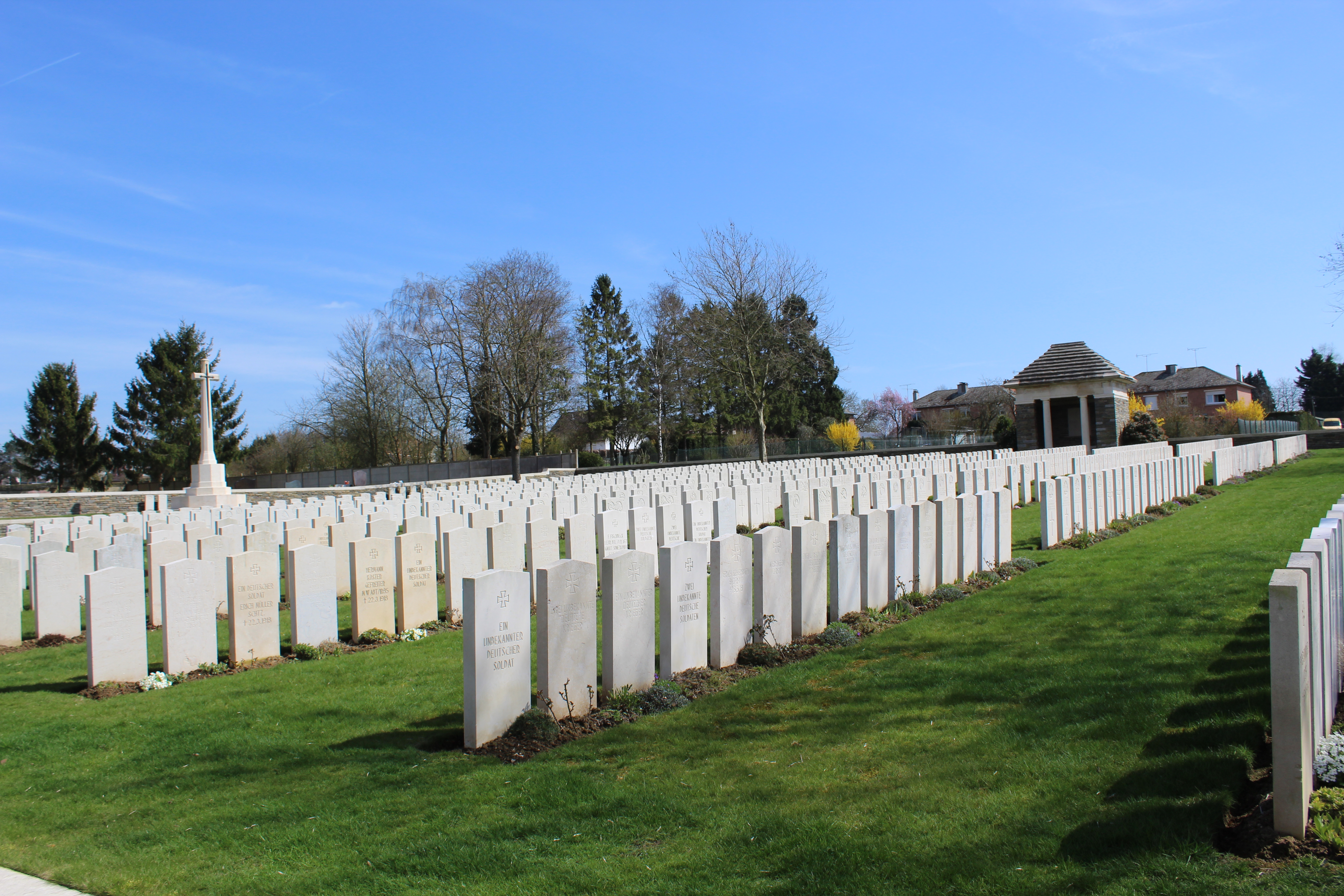
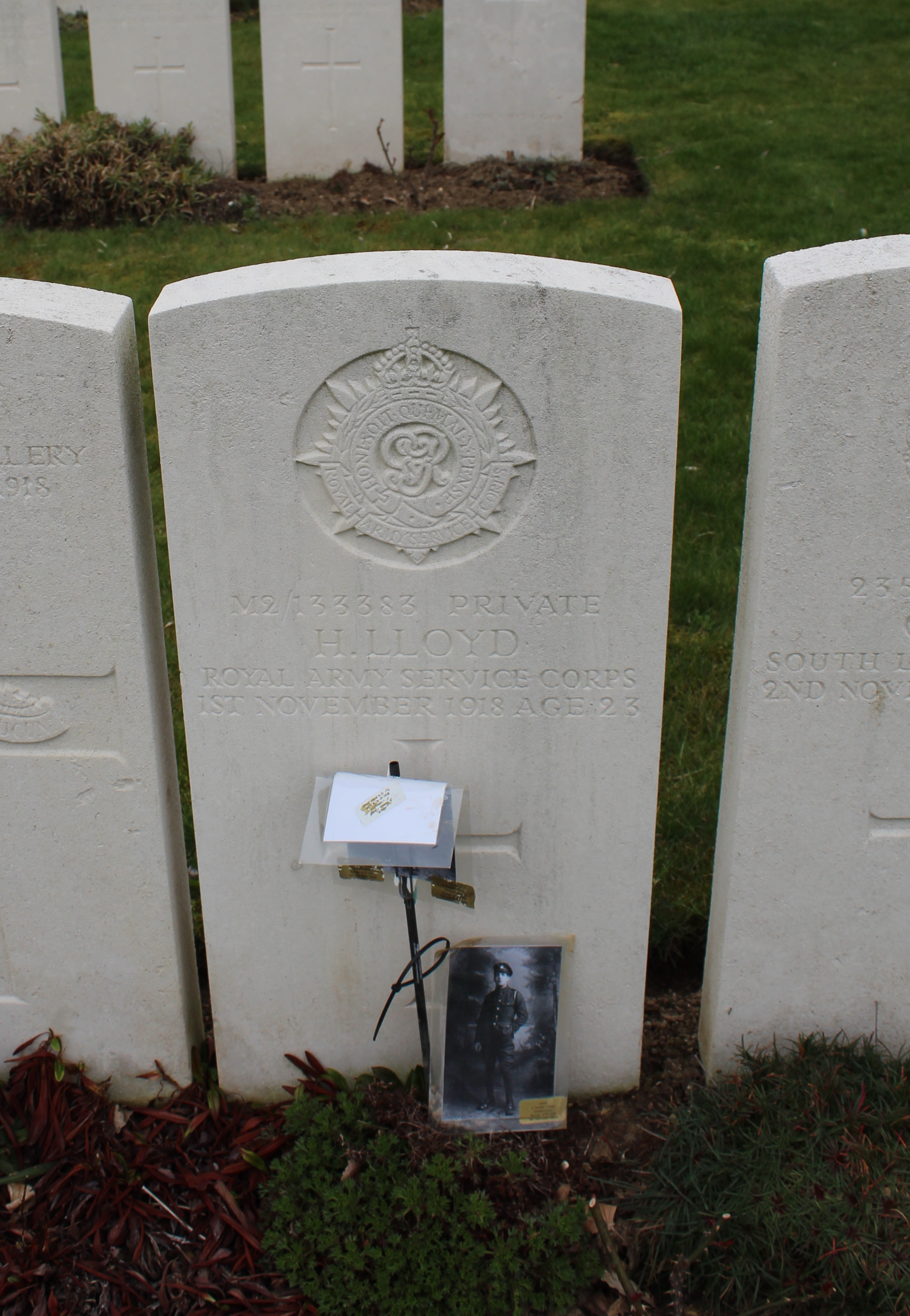
Tombe de H. Lloyd.
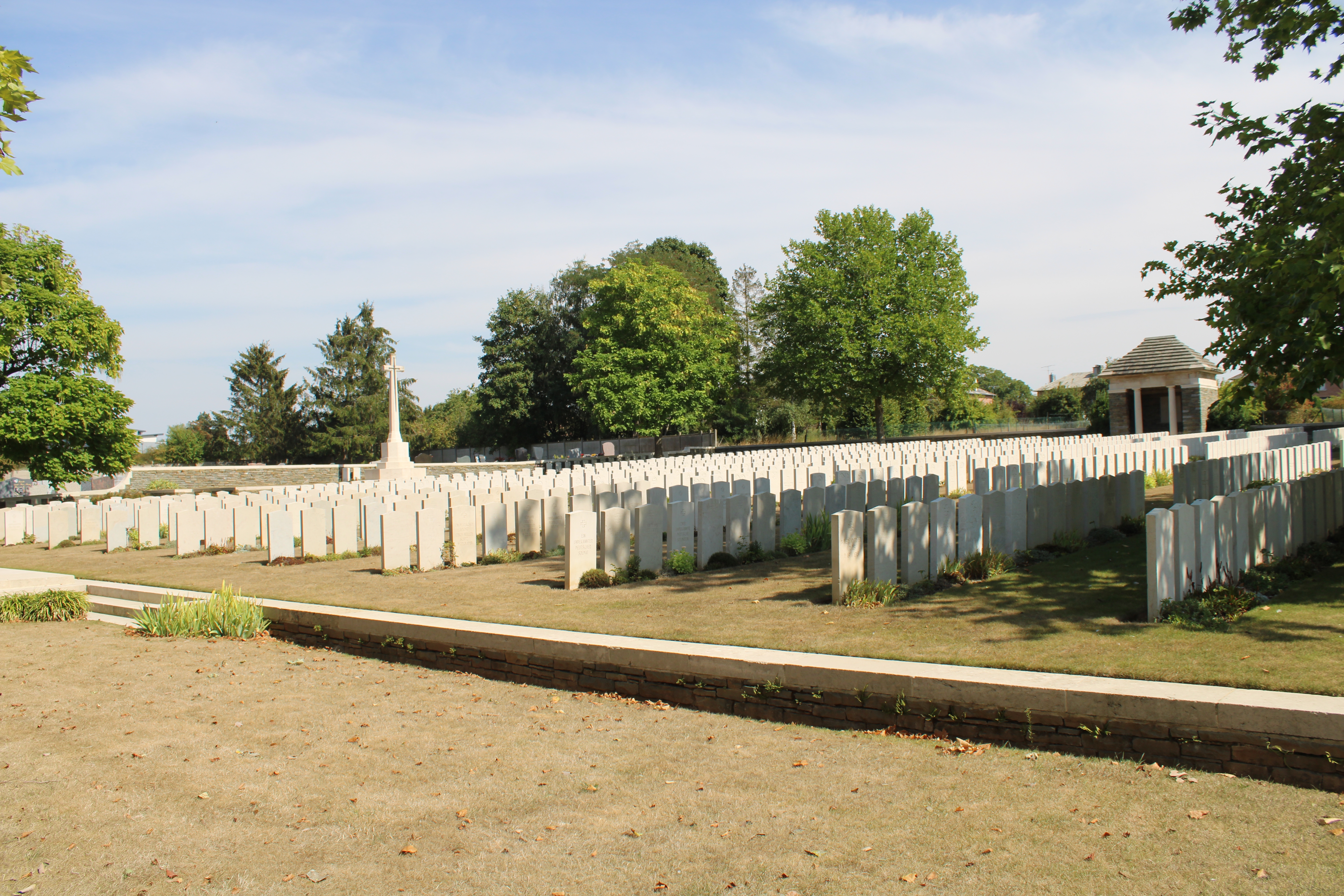
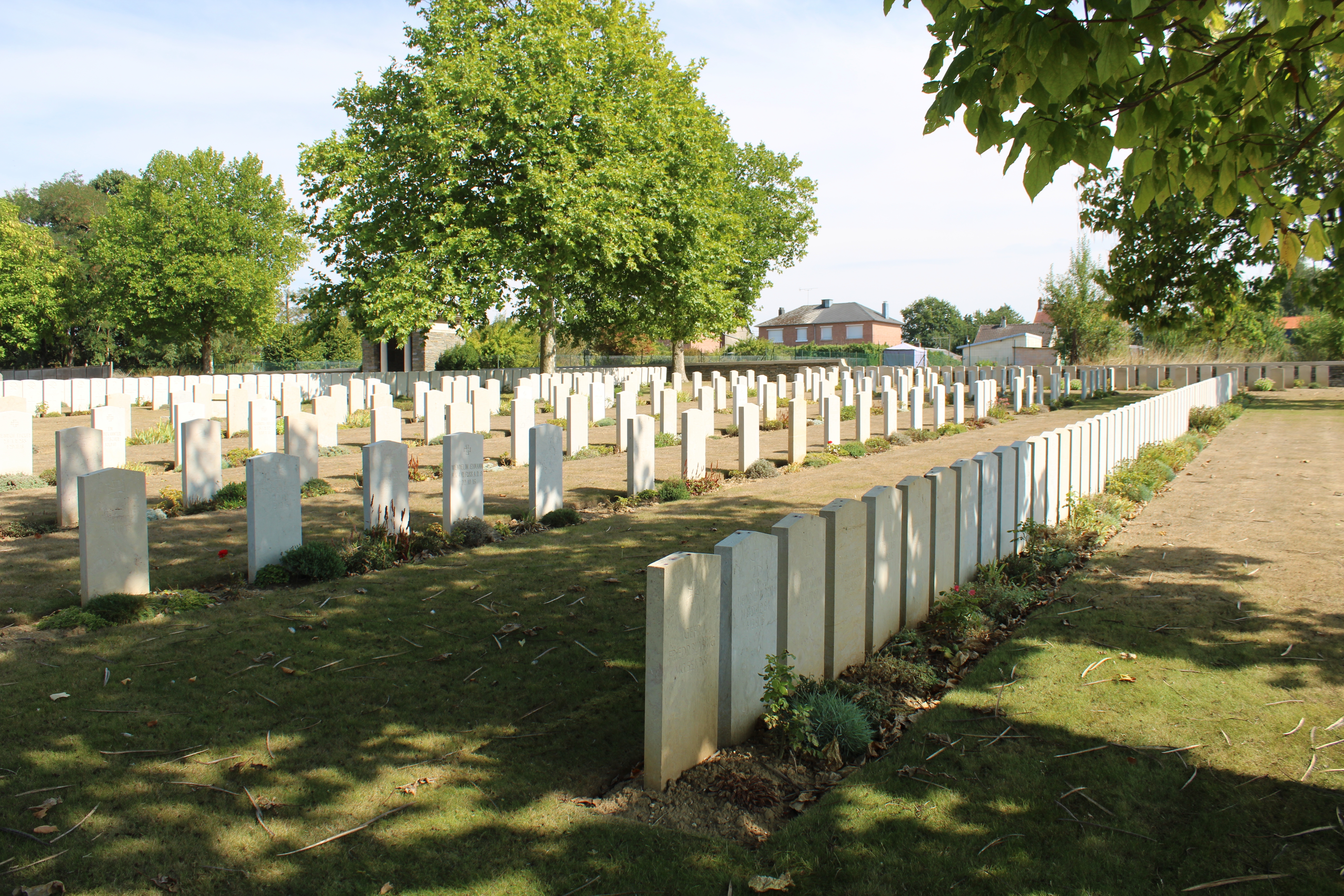
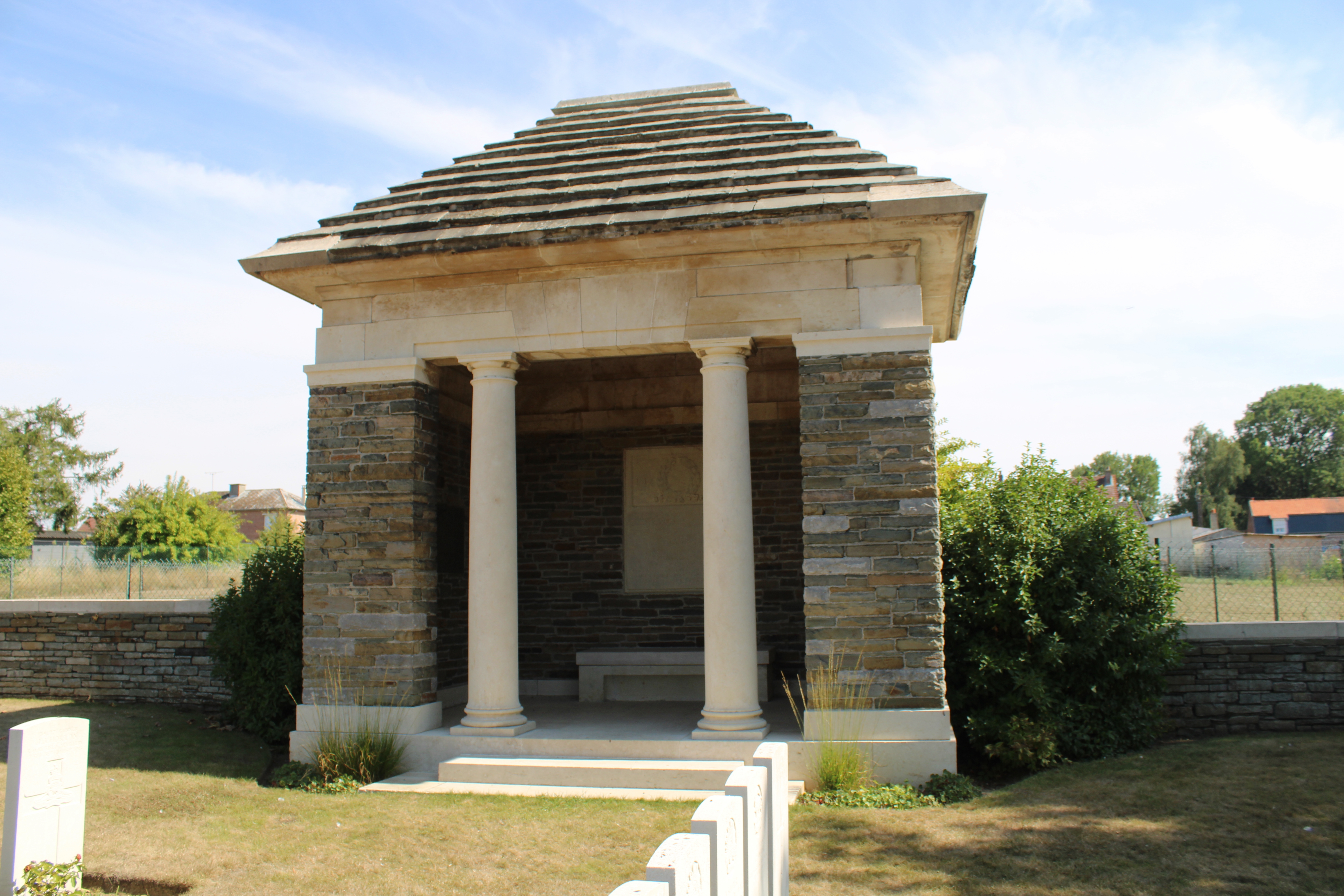

## Tombes
| Pays                   | Tombes |
| ---------------------- | ------ |
| Royaume-Uni            | 737    |
| Canada                 | 6      |
| Australie              | 107    |
| Union d'Afrique du Sud | 29     |
| Allemagne              | 514    |
| Total                  | 1393   |